# ミス・ユニバース1958
ミス・ユニバース1958（Miss Universe 1958、第7回ミス・ユニバース世界大会）は1958年7月25日にアメリカ合衆国カリフォルニア州ロングビーチで開催された。36か国の代表が競い、最後に19歳のミス・コロンビア、ルス・マリナ・スールアガが優勝し、ペルーのグラディス・ツェンダーから栄冠を授けられた。日本の森武知子はトップ15に入賞し、ミス・フレンドシップを受賞した。

## 最終結果

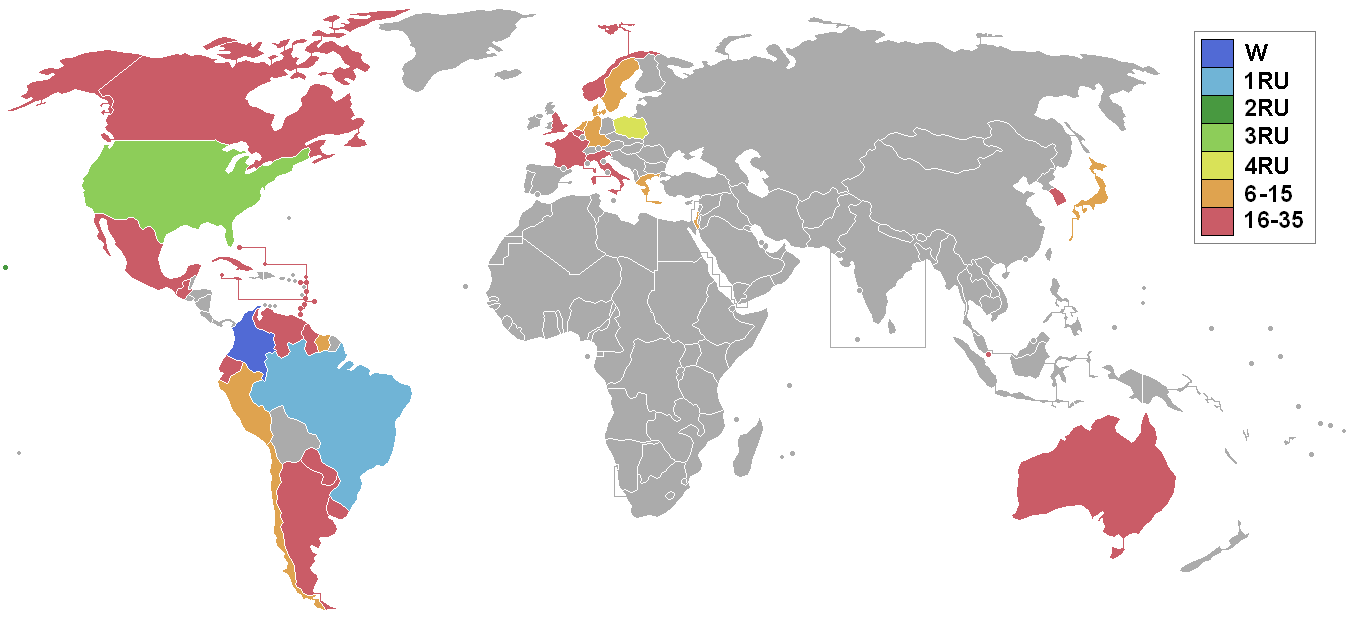
ミス・ユニバース1958の参加国と最終結果

### 入賞者
| 最終結果             | 参加者 |
| -------------------- | --- |
| ミス・ユニバース1958 | - コロンビア - ルス・マリナ・スールアガ (Luz Marina Zuluaga) |
| 第2位                | - ブラジル - アダルヒサ・コロンボ (Adalgisa Colombo) |
| 第3位                | - ハワイ - ゲリ・ホオ (Geri Hoo) |
| 第4位                | - アメリカ - アーリーン・ハウエル (Eurlyne Howell) |
| 第5位                | - ポーランド - アリツィア・ボブロフスカ（Alicja Bobrowska） |
| トップ15             | - チリ - ラケル・モリーナ・ウルティア - デンマーク - イーヴィ・ノールンド - ドイツ - マルリース・ユング・ベーレンス - ギリシア - マリリ・カリモポウロウ - オランダ - コリーネ・ロッツヘーファ - イスラエル - ミリアム・ハダル - 日本 - 森武知子 - ペルー - ベアトリス・ボルアルテ - スリナム - ゲルトルート・グメルス - スウェーデン - ビルギッタ・エリサベト・ゴールドマン |

## 参加者
- アラスカ - エレノア・モーゼス
- アルゼンチン - セリーナ・メルセデス・アヤラ
- オーストラリア - アストリッド・タンダ・リンドルム
- ベルギー - リリアン・テレマンス
- ブラジル - アダルヒサ・コロンボ
- イギリス領ギアナ - クリヨ・フェルナンデス
- カナダ - アイリーン・シンディ・コンロイ
- チリ - ラケル・モリーナ・ウルティア
- コロンビア - ルス・マリナ・スールアガ
- コスタリカ - エウヘニア・マリア・バルベルデ・グアルディア
- キューバ - アルミニア・ペレス・イ・ゴンザレス
- デンマーク - イーヴィ・ノールンド
- エクアドル - アリシア・ヴァレーオ・エリュリ
- イングランド - ドロシー・ヘイゼルダイン
- フランス - モニーク・ブーリンゲ
- ドイツ - マルリース・ユング・ベーレンス
- ギリシア - マリリ・カリモポウロウ
- グアテマラ - マヤ・グリンツ
- ハワイ - ゲリ・ホオ
- オランダ - コリーネ・ロッツヘーファ
- イスラエル - ミリアム・ハダル
- イタリア - クララ・コペラ
- 日本 - 森武知子
- 韓国 - オ・クムスン
- メキシコ - エルヴィラ・レティシア・リセル・コレドール
- ノルウェー - グレタ・アンデルセン
- パラグアイ - グラシェラ・スコルザ・レギサモン
- ペルー - ベアトリス・ボルアルテ
- ポーランド - アリツィア・ボンジョフスカ
- シンガポール - マリオン・ウィリス
- スリナム - ゲルトルート・グメルス
- スウェーデン - ビルギッタ・エリサベト・ゴールドマン
- ウルグアイ - イレーネ・アウグスティニアク
- アメリカ - アーリーン・ハウエル
- ベネズエラ - イーダ・マルガリータ・ピエリ
- 西インド諸島 - アンジェラ・トング

## ノート

### 辞退者
- オーストリア - ハニ・エーレンシュトラッサー
- フィリピン - カルメン・レメディオス・ツアソン

### 特別賞
- 日本 - ミス・フレンドシップ（森武知子）
- オランダ - ミス・フォトジェニック（コリーネ・ロッツヘーファ）
- オーストラリア - 一番人気女性（アストリッド・タンダ・リンドルム)